# 蒲寿庚

後世によって創作された蒲寿庚のイメージ

蒲 寿庚（ほ じゅこう、生没年不詳）は、中国南宋末から元初期の商人、軍人、政治家。アラブ系（またはペルシア系）イスラム教徒、元代の「色目人官僚」の嚆矢ともいえる人物。蒲寿晟の弟。

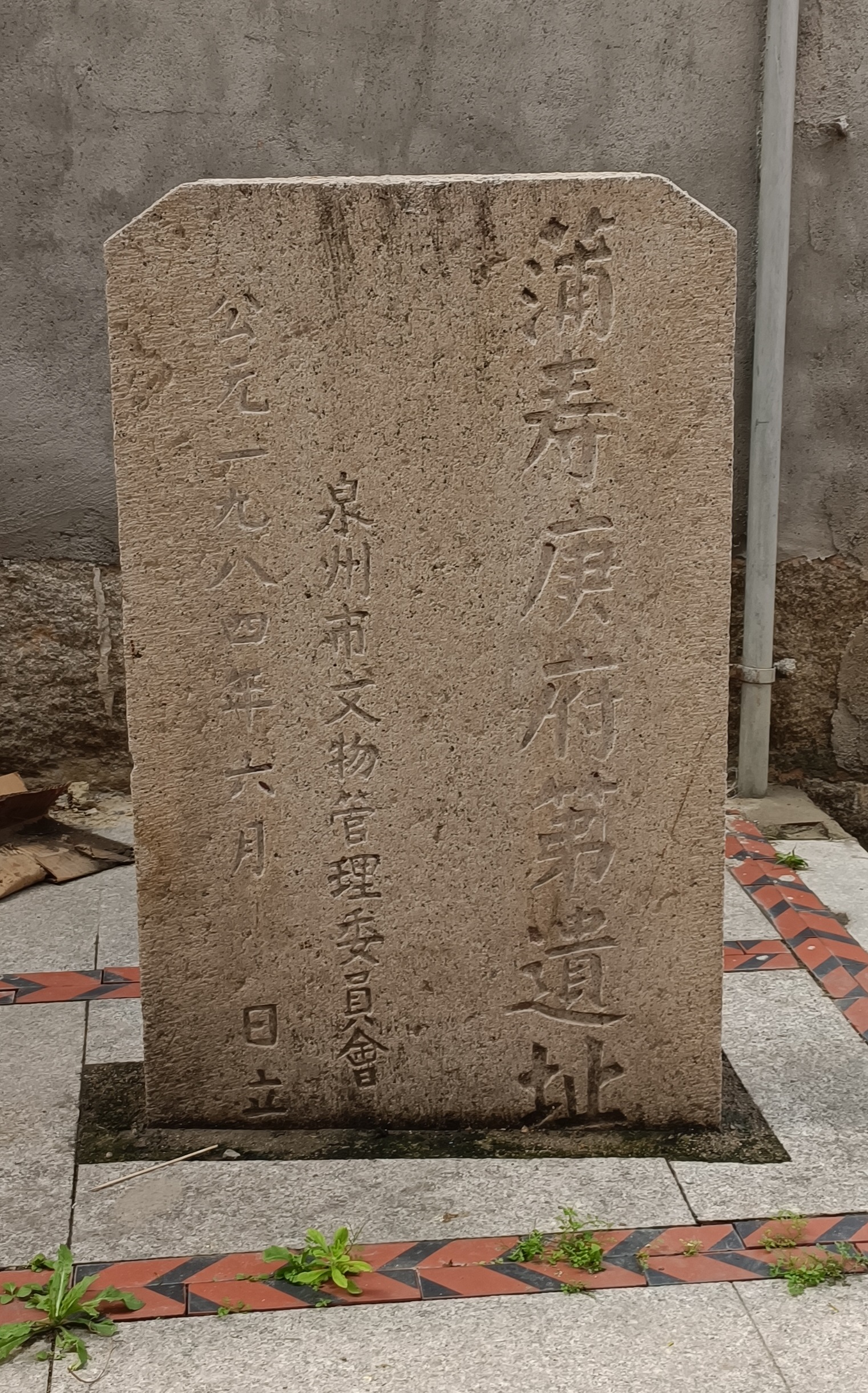
蒲寿庚邸跡

出自については、藤田豊八が1913年に『東洋学報』誌に発表した短いエッセイの中で、「蒲」姓がアラビア語の人名に多く見られる「アブー」（Abū, 「父」の意）の音訳であることを指摘し、アラビア人であるとした。その後、桑原隲蔵が藤田とは別に詳細な研究を行い、『宋末の提挙市舶西域人蒲寿庚の事蹟』（1923年、のち『唐宋時代に於けるアラブ人の支那通商の概況殊に宋末の提挙市舶西域人蒲寿庚の事蹟』と改題）としてまとめている。一方、前嶋信次はアラビア人ではなくペルシア人だとする説を主張している。

## 生涯
南宋時代の泉州において貿易商として財を成し、地域の有力者として頭角を表す。朝廷にその実力を認められ、招撫使に任じられ福建水軍の司令官となる。
景炎元年（1276年）、南宋末期の動乱時、端宗を奉じた宰相陳宜中らを中心とする南宋首脳部は蒲寿庚の財力、軍事力を頼り、福州から泉州への遷都を計画したが、この時、元に寝返って南宋に叛旗を翻した。投降の際、泉州城内の宋の宗室を処刑し、元に忠誠を誓った。
本来、出自が騎馬民族である元は水戦を苦手としていたが、蒲寿庚の投降により水軍勢力を強化し、南宋の亡命政府を崖山に追い詰め滅ぼした（崖山の戦い）。元代に入っても引き続き重用され、泉州を当時中国最大級の貿易港へと発展させた。

## 関連作品
テレビドラマ
- 『北条時宗』（NHK大河ドラマ、2001年、演：タイルイ）